# Camgirl
Pour des articles plus généraux, voir Pornographie sur Internet, Spectacle sexuel et Diffusion en direct sur Internet.

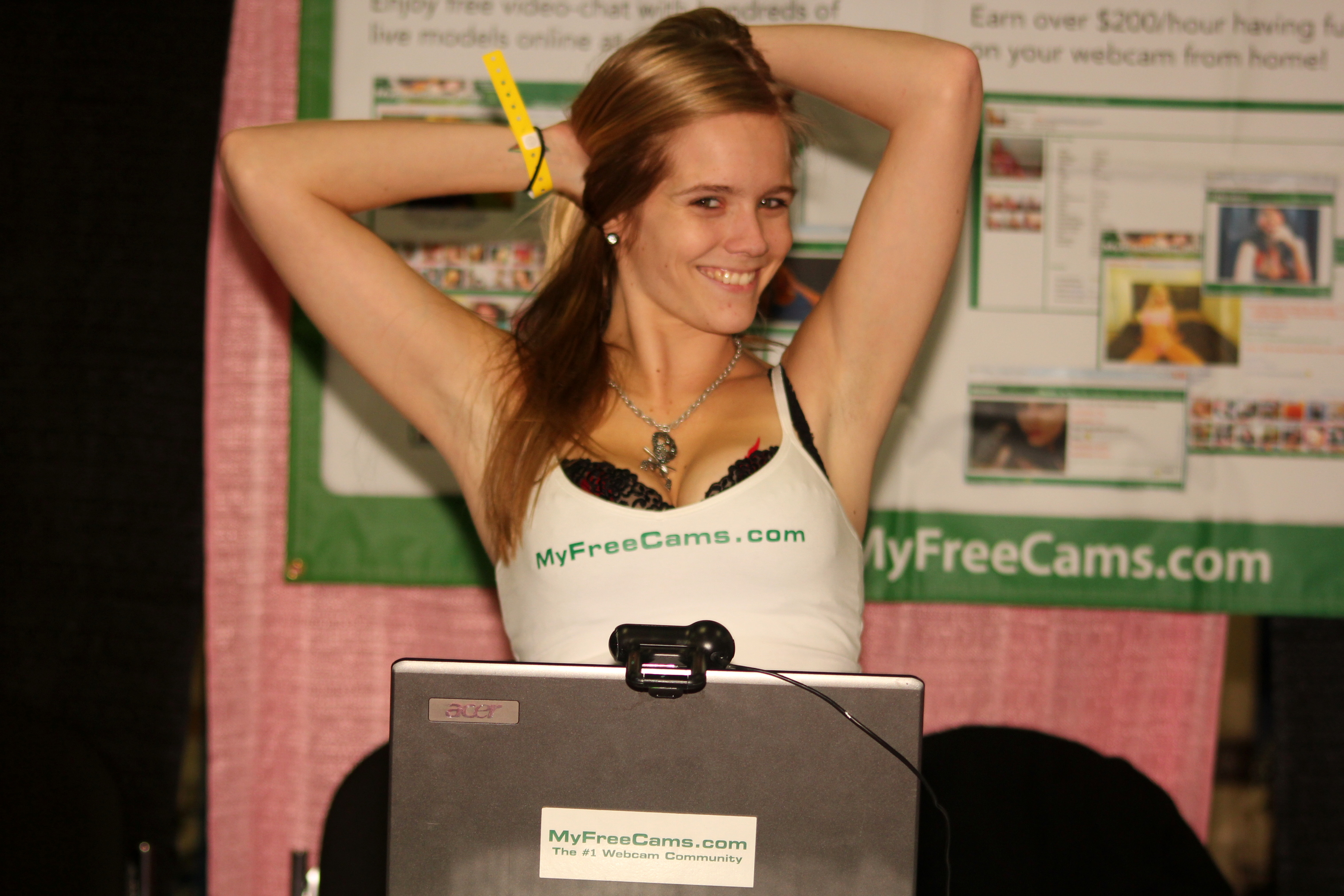
Une camgirl à un stand du salon Exxxotica NJ 2010.

Une camgirl ou cam-girl est une femme exposant son corps sur Internet (sur une plateforme de sexcam) de manière sexuellement explicite par le biais d'une webcam, souvent pour gagner de l'argent et des cadeaux. Le terme connexe correspondant aux hommes est « camboy » ou « cam-boy ».
Les camgirls qui font usage de leur webcam à des fins sexuelles et avec rétribution financière (pornographie sur Internet) sont parfois nommées camwhore, dans un contexte péjoratif.

## Objectifs
Il s'agit pour elles d'encourager les internautes à leur acheter des objets ou à les ajouter sur leur compte en ligne[pas clair]. Elles peuvent également gagner de l'argent en sponsorisant d'autres sites Internet et gagner des commissions en convainquant les internautes de s'abonner à des sites payants. Les commissions qu'obtiennent les camgirls varient grandement selon les sites.

## Impact social
Depuis 2015, l'engouement des internautes, de la presse et des médias ne cesse d'augmenter pour les camgirls, prenant le pas sur l'industrie du porno en berne. Selon une enquête IFOP pour Camgirl.tv en 2016, les 18-24 ans seraient les plus grands consommateurs de sites de sexcam.
En 2016, plus de 14 000 camgirls sont répertoriées à travers le monde,.

## Liste chronologique des sites de camgirls notoires

Chaturbate, un site de camgirl lancé en 2011.

LiveJasmin (en) fut lancé par György Gattyán en 2001, MyFreeCams (en) fut fondé par Leonid Radvinsky en 2004, Chaturbate, 2011, BongaCams (en), 2012, CamSoda (en), 2014, et Stripchat, 2016.

## Camgirls dans la culture
Le film Cam (2018) de Daniel Goldhaber met en scène Madeline Brewer dans le rôle d'une camgirl appelée Lola_Lola.
Dans Les Olympiades (2021) de Jacques Audiard, Jehnny Beth interprète une camgirl appelée Amber Sweet.
Dans le Les Femmes au balcon (2024) de Noémie Merlant, Ruby, jouée par Souheila Yacoub, gagne sa vie comme camgirl.